# Kiêu hãnh và định kiến và zombies (phim)
Kiêu hãnh, định kiến và zombie (tiếng Anh: Pride and Prejudice and Zombies; cách điệu là Pride + Prejudice + Zombies) là một bộ phim lịch sử hư cấu hài kinh dị của Anh-Mỹ năm 2016 dựa trên cuốn tiểu thuyết của Seth Grahame-Smith vào năm 2009, Pride and Prejudice and Zombies nhại lại cuốn tiểu thuyết Pride and Prejudice của Jane Austen. Phim do Burr Steers đạo diễn và viết kịch bản chuyển thể, có sự tham gia của Lily James, Sam Riley, Jack Huston, Bella Heathcote, Douglas Booth, Matt Smith, Charles Dance và Lena Headey.